# Michael Clayton (phim)
Michael Clayton là một bộ phim pháp luật hình sự Mỹ được sản xuất vào năm 2007, biên kịch và đạo diễn bởi Tony Gilroy với George Clooney, Tom Wilkinson và Tilda Swinton trong các vai chính. Bộ phim kể về Michael Clayton, một luật sư đang phải đối mặt với một đồng nghiệp thần kinh không bình thường và những vụ hối lộ, mưu đồ xung quanh việc một khách hàng của anh bị dính vào một vụ kiện tập thể chống lại một tập đoàn thuốc thực vật.
Bộ phim nhận được những phản hồi tích cực từ các nhà phê bình và được đề cử 7 giải Oscar, trong đó có Phim hay nhất, Nam chính xuất sắc nhất cho Clooney, Nam phụ xuất sắc nhất cho Wilkinson, Kịch bản gốc xuất sắc nhất cho Gilroy và chiến thắng ở hạng mục Nữ phụ xuất sắc nhất cho Swinton.

## Nội dung
- Lưu ý: Phần sau đây có thể cho biết trước nội dung tác phẩm.

Michael Clayton (George Clooney) là một fixer của một công ty luật có tiếng tại New York, sử dụng các mối quan hệ và kinh nghiệm lách luật thuế quan để mang lại lợi ích cho các khách hàng của anh ta. Sau khi rời khỏi một sòng bài kín và thoả thuận giúp đỡ một khách hàng giàu có (Denis O'Hare) vì anh ta đã gây tai nạn rồi bỏ chạy, Michael lái xe trong chán nản và dừng lại ở một cánh đồng hoang, nơi có vài con ngựa đang đứng trên đồi. Sau khi Michael rời khỏi xe để leo lên đồi ngắm những con ngựa, chiếc xe nổ đằng sau anh.hu
Bốn ngày trước. Michael là một người cha đã li dị vợ, và số tiền 75,000$ mà anh vay mượn để đầu tư vào một nhà hàng cùng với em trai Timmy đã cạn kiệt vì Timmy đã lén dùng số tiền để thoả mãn những cơn nghiện. Michael tìm đến một kẻ cho vay cắt cổ để bù lại số tiền đã mất nhưng anh từ chối đưa ra địa chỉ của người em mà tự mình chịu trách nhiệm cho món nợ. Cuối cùng anh được giao hẹn một tuần để trả lại cả vốn lẫn lãi. Trong khi đó, một trong những luật sư ưu tú của công ty, Arthur Edens (Tom Wilkinson), đã nổi điên và làm những điều kì quái giữa buổi lấy lời khai nhân chứng trong một vụ kiện tập thể chống lại công ty U-North, một công ty thuốc bảo vệ thực vật, tại Milwaukee. Michael tới Milwaukee và bảo lãnh Arthur ra tù, nhưng sau đó ông ta trốn thoát khỏi phòng nghỉ khách sạn của họ trong đêm. Lúc này, Karen Crowder (Tilda Swinton), cố vấn thường trực của U-North, điều tra ra rằng Arthur đang nắm giữ tài liệu mật của U-North có nội dung công ty quyết định sản xuất một loại thuốc bảo vệ thực vật chứa chất gây ung thư. Karen thông báo việc này lên CEO của U-North (Ken Howard) và được ông này chú ý đến vụ việc. Ông ta bí mật gửi hai gián điệp để liên lạc với Karen và theo hợp đồng giữa hai bên, hai người này theo dõi Arthur và cài bọ nghe lén trong căn hộ và điện thoại của ông ta. Khi hai người này báo cáo lại rằng Arthur đang tạo một vỏ bọc nhằm gây nguy hiểm cho chính khách hàng của ông ta, Karen muốn trừ khử Arthur. Cả hai gián điệp tiếp tục làm như cô ta đã hướng dẫn. Họ bí mật giết Arthur một cách cực kì tinh vi, tạo hiện trường giả giống như Arthur chết do lên cơn đau tim, nguyên nhân là sốc thuốc.
Michael buồn bã bởi cái chết của Arthur, nhưng cũng dần sinh nghi vì vài ngày trước, U-North đang lên kế hoạch cho một cuộc hoà giải và Arthur đã đặt vé đến New York cho một trong những nguyên đơn của ông ta, Anna (Meritt Wever). Michael khám phá ra rằng Anna không hề nói với ai về cuộc đối thoại giữa Arthur và cô ấy, kể cả luật sư của cô, điều này làm Michael càng lúc càng nghi ngờ vì sao công ty của anh có thể biết được cuộc đối thoại giữa Arthur và nguyên đơn kiện U-North. Với sự giúp đỡ của anh trai Gene, Michael cố tình vào căn hộ của Arthur bất chấp việc căn hộ của ông ta đang bị niêm phong. Ở đó, Michael biết được rằng Arthur có vẻ mong chờ một điều ở Anna, qua việc Michael thấy có một chai champagne và hai ly rượu trong tủ lạnh. Còn có một bản sao chép của một cuốn tiểu thuyết tưởng tượng có tên "Realm and Conquest" mà đứa con 11 tuổi của Michael đã đọc và gợi ý Arthur cùng đọc cuốn tiểu thuyết. Arthur đã đọc hết cuốn sách, chú thích nhiều chỗ và đánh dấu rất nhiều đoạn trong cuốn sách. Một trong những hình vẽ minh hoạ trong cuốn sách là hình một con ngựa đang đứng trên đồi. Cũng ở trong cuốn sách, Michael tìm thấy một biên nhận từ một cửa hàng copy. Ngay lúc này Michael bị phát hiện xâm nhập vào nơi bị niêm phong và anh trai Gene vẫn phải bảo lãnh anh ra khỏi đồn cảnh sát. Sau đó Michael đi đến tiệm copy và biết được rằng Arthur đã sao đến 5,000 bản tài liệu mật của U-North. Michael chỉ lấy theo một bản, nhưng không biết hai sát thủ của Karen theo dõi anh và thông báo lại việc này với Karen. Michael định nói với sếp của anh, Marty Bach (Sydney Pollack), về những gì anh khám phá ra, chỉ để yêu cầu một hợp đồng làm ăn mới và số tiền thưởng 80,000$ mà Michael đã yêu cầu để trả số tiền nợ của anh, mặc dù chuyện này đi cùng với một hợp đồng bí mật để ngăn chặn anh tác động tới công ty và Marty cũng đã biết được mặt tối của U-North, nhưng không phải vì vụ ám sát đã được sắp đặt trước của U-North.
Một trong hai sát thủ cài bom vào xe của Michael, nhưng chúng vẫn chưa cài đặt xong, với ý định giết Michael bịt đầu mối. Michael nhận được một cuộc gọi đến gặp một khách hàng ở hạt Westchester vì khách hàng này đã gây tai nạn và bỏ chạy, như ở đầu phim. Michael bị theo dõi bởi hai tên sát thủ, tuy chúng bị mất dấu của anh nhưng cuối cùng cả hai đều đến được gần nơi đậu xe của Michael và kích nổ quả bom trên đó trong khi anh đang đứng ngoài đồng với lũ ngựa vì nhớ lại hình vẽ trong Realm and Conquest. Michael, không bị thương nhưng hoảng hồn, chạy tới chỗ chiếc xe đang cháy và vứt những đồ riêng tư của mình vào đó để làm giả cái chết của mình vầ trốn vào rừng.
Vài ngày sau, tại một cuộc họp của U-North, Karen quyết định triển khai quyết định sản xuất dưới sự đồng ý của mọi người. Michael đứng ngoài, chờ cô ta ra khỏi phòng hội nghị và nói cho cô ta biết về các bản sao mật và sự nhúng tay của Karen trong cái chết của Arthur và cả sự sắp đặt hụt để giết Michael. Anh đe doạ Karen, ép cô ta đưa 10 triệu đô để anh giữ im lặng. Karen miễn cưỡng đồng ý, và Michael lấy điện thoại của anh ra, đã ghi âm toàn bộ cuộc đối thoại giữa hai người và truyền cho cảnh sát. Michael rời khỏi đó, Karen quỵ xuống vì sốc trong khi các cảnh sát chạy tới áp giải cô ta và đặt câu hỏi với những người liên quan. Michael đưa bản copy của U-North cho Gene, sau đó rời khỏi toà nhà, bắt một chiếc taxi, trả 50 đô cho tài xế và bảo "cứ đi đi".

## Diễn viên
- George Clooney trong vai Michael Raymond Clayton.
- Tom Wilkinson trong vai Arthur Edens.
- Tilda Swinton trong vai Karen Crowder.
- Sydney Pollack trong vai Marty Bach.

## Phát hành
Bộ phim công chiếu ngày 31 tháng 8 năm 2007 trong khuôn khổ Liên hoan phim Venice và ngày 7 tháng 9 năm 2007 tại Liên hoan phim quốc tế Toronto. Phim được chiếu thương mại tại Vương quốc Anh ngày 28 tháng 9 năm 2007 và tại Hoa Kỳ ngày 5 tháng 10 năm 2007. Bộ phim thu về 49 triệu USD tại Bắc Mỹ và 92 triệu USD toàn cầu.

## Tiếp nhận

### Phản hồi từ các nhà phê bình
Michael Clayton nhận được nhiều sự hoan nghênh từ phía các nhà phê bình, với 90% trong 197 nhà phê bình cho một bài đánh giá tích cực trên trang Rotten Tomatoes và cho số điểm trung bình 7.6/10. Chuyên trang này đánh giá: "Michael Clayton là một trong những phim có kịch bản chặt chẽ và hay nhất năm 2007, với một mở đầu bất ngờ và đáng chú ý cộng thêm những diễn xuất không thể chê của các diễn viên". Còn trên Metacritic, phim nhận được số điểm 82 trên 100, mức độ "hoan nghênh rộng rãi".

### Vị trí trong top 10 phim hay nhất năm 2007
Bộ phim được đánh giá là một trong 10 phim hay nhất năm 2007 của nhiều nhà phê bình.
- 1st – Claudia Puig, USA Today
- 1st – Richard Schickel, TIME magazine
- 2nd – Peter Hartlaub, San Francisco Chronicle
- 3rd – Owen Gleiberman, Entertainment Weekly
- 5th – Rene Rodriguez, The Miami Herald
- 6th – Ann Hornaday, The Washington Post
- 6th – Ray Bennett, The Hollywood Reporter
- 7th – Kenneth Turan, Los Angeles Times
- 7th – Ty Burr, The Boston Globe
- 8th – Kevin Crust, Los Angeles Times
- 9th – Frank Scheck, The Hollywood Reporter

### Giải thưởng
- Giải Oscar lần thứ 80
  - Nam chính xuất sắc nhất (George Clooney)
  - Nam phụ xuất sắc nhất (Tom Wilkinson)
  - Nữ phụ xuất sắc nhất (Tilda Swinton) (đoạt giải)
  - Đạo diễn xuất sắc nhất (Tony Gilroy)
  - Phim hay nhất
  - Kịch bản gốc hay nhất (Tony Gilroy)
  - Nhạc phim hay nhất (James Newton Howard)
- Giải BAFTA lần thứ 61
  - Nam chính xuất sắc nhất (George Clooney)
  - Dựng phim xuất sắc nhất (John Gilroy)
  - Kịch bản gốc hay nhất (Tony Gilroy)
  - Nam phụ xuất sắc nhất (Tom Wilkinson)
  - Nữ phụ xuất sắc nhất (Tilda Swinton) (đoạt giải)
- Giải Quả cầu vàng lần thứ 65[3]
  - Phim chính kịch hay nhất
  - Nam diễn viên phim chính kịch xuất sắc nhất (George Clooney)
  - Nam phụ xuất sắc nhất (Tom Wilkinson)
  - Nữ phụ xuất sắc nhất (Tilda Swinton)
- Giải Sự lựa chọn của các nhà phê bình lần thứ 12
  - Phim hay nhất
  - Nam chính xuất sắc nhất (George Clooney)
  - Nam phụ xuất sắc nhất (Tom Wilkinson)
  - Nữ phụ xuất sắc nhất (Tilda Swinton)
  - Biên kịch xuất sắc nhất(Tony Gilroy)
- Giải SAG lần thứ 13
  - Nam chính xuất sắc nhất (George Clooney)
  - Nam phụ xuất sắc nhất (Tom Wilkinson)
  - Nữ phụ xuất sắc nhất (Tilda Swinton)